# 切斯特鎮區 (阿肯色州克勞福德縣)
切斯特鎮區（英語：Chester Township）是位於美國阿肯色州克勞福德縣的一個行政鎮區。

## 地方資料
切斯特鎮區的面積為69.18平方千米，當中陸地面積為67.25平方千米，而水域面積為1.93平方千米。根據2010年美國人口普查的數據，當地共有人口785人，而人口密度為每平方千米11.35人。